# Die unglaubwürdigen Abenteuer der Italiener in Russland
Die unglaubwürdigen Abenteuer der Italiener in Russland (russisch Невероятные приключения итальянцев в России Newerojatnyje prikljutschenija italjanzew w Rossii) ist eine sowjetisch-italienische Co-Produktion unter der Regie von Eldar Rjasanow aus dem Jahr 1974.

## Handlung
Ein Krankenpfleger und sein Schwager, die in Rom gemeinsam auf einem Krankenwagen fahren, benutzen diesen fast ausschließlich für private Zwecke. Als sie doch einmal in der Zentrale anrufen, bekommen sie den Auftrag, eine schwerkranke ehemalige Ballerina des Petrograder Hoftheaters aus einem Pflegeheim in ein Krankenhaus zu bringen. Das Krankenhaus ist völlig überbelegt, aber sie legen die Dame einfach in das Bett eines Mannes mit einem Gipsbein. Fast gleichzeitig trifft die Enkelin der Tänzerin, Olga, ein, der sie offenbart, dass sie gar nicht so arm ist. Auf der Flucht vor der russischen Oktoberrevolution 1917, hat sie ihr Vermögen in Petrograd unter einem Löwen vergraben. Kurz vor ihrem Tod gibt sie Olga den Schlüssel für die Schmuckkassette und flüstert ihr noch ins Ohr, dass etwa 100 Meter vom Versteck ein Brunnen steht. Dieses Geständnis können aber auch noch fünf Leute im Krankenzimmer hören: Die zwei Krankenwagenfahrer, der Arzt, der Mann mit dem Gipsbein und Rosario Agrò, ein Mafioso, dessen Frau den nach sieben Mädchen endlich erwarteten Jungen zur Welt bringen soll.
Am nächsten Tag treffen sich die fünf in einem Flugzeug der Aeroflot nach Moskau. Da jeder den Schatz haben will, gibt es erste Versuche, sich gegenseitig auszuschalten. So entwendet der Mafioso dem Arzt seinen Reisepass, damit dieser nicht in die Sowjetunion einreisen kann. Nach der Entsorgung in der Toilette landet der Pass von außen an einem Flugzeugfenster. Um ihn dort zu entfernen, tritt Rosario gegen das Fenster, die Scheibe geht entzwei und durch den Sog wird er in das Loch gesaugt und bleibt an der Hüfte darin stecken. Deshalb muss das Flugzeug auf der Autobahn nach Minsk notlanden.
Endlich in Moskau angekommen, werden sie unter einem Vorwand von dem Fremdenführer Andrej Wassiljew begrüßt, der die Gruppe in der Sowjetunion begleiten will. In Wirklichkeit ist er ein ziviler Mitarbeiter der Miliz, die von der eifersüchtigen Ehefrau eines der Krankenpfleger über die Schatzsuche informiert worden war. Mit einem geliehenen Auto macht sich Olga auf den Weg nach Leningrad und Andrej sowie die beiden Pfleger fahren hinterher. Es wird eine ereignisreiche Verfolgungsfahrt mit einer explodierten Tankstelle, einem während der Fahrt von einem Autotransporter gestohlenen Auto, einem gestohlenen Leiterwagen der Feuerwehr, einem zerstörten Haus, mehreren beschädigten Autos und mehr. Immer mit dabei ist der Mafioso, von dem sie schon in Moskau geglaubt hatten, ihn abgehängt zu haben.
In Leningrad müssen sie feststellen, dass es hunderte von Löwen gibt. Mehrere Versuche durch Grabungen den Schatz zu finden, schlagen fehl. Dafür verlieben sich Olga und Andrej. Doch die Suche muss weitergehen und unter einem lebendigen Löwen im Zoo werden sie fündig. Da aber die konkurrierenden Sucher von zwei Seiten graben, bricht die Decke mit dem Löwen über ihnen ein und nun jagt der Löwe demjenigen hinterher, der die Schatulle mit dem Schatz in den Händen hält. Auf der Flucht vor dem Löwen rudern sie mit einem Boot auf der Newa und bei einem Gerangel fällt die Schatulle in den Fluss. Andrej holt sie aber wieder heraus und nachdem geklärt ist, dass den Findern 25 % Finderlohn zusteht, wollen die Italiener wieder nach Rom fliegen. Rosario weiß inzwischen auch, dass ihn dort statt des erwarteten Jungen, zwei Mädchen erwarten. Im Flugzeug treffen sie wieder auf den Arzt ohne Pass, der ständig die Strecke zwischen Rom und Moskau hin und her fliegen muss, da er ohne gültiges Dokument in keinem Land bleiben darf. Olga springt im letzten Moment aus dem Flugzeug, genau in Andrejs offene Arme.

## Produktion
Der Film wurde nur gedreht, weil Produzent Dino De Laurentiis nach der Produktion von Waterloo große Außenstände bei Mosfilm hatte. Mit diesem Film sollten diese Schulden beglichen werden. Der Film wurde erneut in Russland, in Moskau, Leningrad und Uljanowsk, ein kleiner Teil auch in Rom, gedreht. Auch der Produktionsstab kam samt des Regisseurs Eldar Rjasanow zu einem nennenswerten Teil aus der Sowjetunion. De Laurentiis versuchte wo immer es ging Kosten zu sparen. Das begann damit, dass er versuchte die Ausgaben für die große russische Crew zu drücken und darauf bestand, alle Einstellungen in möglichst wenigen Takes zu drehen. Das führte dazu, dass die russische Crew in einen der wenigen Ausstände in der sowjetischen Geschichte trat. Auch weigerte sich De Laurentiis ursprünglich angedachte große Stars wie Alberto Sordi, Marcello Mastroianni, Claudia Cardinale oder Sophia Loren zu besetzen. Das rächte sich bei der späteren internationalen Auswertung des Films, als Paramount Pictures den internationalen Verleih trotz des erkannten inhaltlichen Potentials ablehnte, da zugfähige Stars fehlten.
In einer Szene des Films sollte ein Löwe einen Jungen umstoßen. Der dazu vorgesehene Löwe mit dem Namen King wurde während des Drehs von einem Polizisten erschossen, weil dieser irrtümlich annahm, dass es sich um einen echten Angriff auf den Jungen handelte.
Der in Farbe gedrehte Film hatte am 31. Januar 1974 unter dem Titel Una matta, matta, matta corsa in Russia in Italien und am 18. März 1974 unter dem Titel Невероятные приключения итальянцев в России in der Sowjetunion Premiere. Die Erstausstrahlung im 2. Programm des Fernsehens der DDR erfolgte am 26. Dezember 1974 unter dem Titel Die unglaublichen Abenteuer der Italiener in Russland, noch mit deutschen Untertiteln. Der Start der synchronisierten deutschen Fassung für die Kinos der DDR begann am 26. Juni 1975, anlässlich der XIV. Sommerfilmtage auf der Regatta-Tribüne in Berlin-Grünau.

## Rezeption
Günter Sobe lobte in der Berliner Zeitung, dass dieser Streifen bei den Sommerfilmtagen der einzige war, der dem Versprechen nach lustiger Unterhaltung gerecht wurde. Die Wirkung dieser Komödie beruht hauptsächlich darauf, dass man rigoros mit allen nur in den Rahmen der Handlung einzubringenden Gags arbeitete.
Das Lexikon des internationalen Films bezeichnete den Film als turbulente Komödie, die zwar ohne besonderen künstlerischen Ehrgeiz, aber freundlich-unterhaltsam ist.